# Rețeaua (film din 1976)
Rețeaua (în engleză Network) este un film de comedie neagră american din 1976, regizat de Sidney Lumet, și scris de Paddy Chayefsky. Acțiunea se concentrează pe o rețea de televiziune fictivă, și lupta acesteia cu ratingurile slabe. Filmul îi are în distribuție pe Faye Dunaway, William Holden, Peter Finch (în ultimul său rol cinematografic), Robert Duvall, Wesley Addy, Ned Beatty și Beatrice Straight.
Produs de Metro-Goldwyn-Mayer, și lansat de United Artists pe 27 noiembrie 1976, Rețeaua a fost un succes comercial, câștigând 23,7 milioane de dolari contra unui buget de 3,8 milioane de dolari. Considerat pe scară largă drept unul dintre cele mai bune filme realizate vreodată, Rețeaua a primit aprecieri din partea criticilor, în special pentru scenariu și interpretări. La cea de-a 49-a ediție a Premiilor Oscar, a obținut zece nominalizări, și a câștigat patru: cel mai bun actor pentru Finch (postum), cea mai bună actriță pentru Dunaway, cea mai bună actriță în rol secundar pentru Straight, și cel mai bun scenariu original pentru Chayefsky.
În 2000, Rețeaua a fost selectat pentru a fi păstrat în National Film Registry de către Biblioteca Congresului ca fiind „semnificativ din punct de vedere cultural, istoric sau estetic”. În 2005, Writers Guild of America a votat scenariul lui Chayefsky drept unul dintre cele mai bune 10 din istoria cinematografiei americane. În 2007, filmul a ocupat locul 64 în topul celor mai bune 100 de filme americane al Institutului American de Film.

## Acțiune
În septembrie 1975, Howard Beale, prezentatorul de marcă al UBS Evening News, principalul program de știri de seară al Union Broadcasting System (UBS), află de la prietenul și președintele diviziei de știri, Max Schumacher, că mai are doar două săptămâni de emisie din cauza scăderii audienței. În seara următoare, Beale își anunță audiența că se va sinucide în cadrul buletinului de știri de marțea viitoare. UBS încearcă să îl concedieze imediat pe Beale, dar Schumacher intervine pentru ca acesta să poată avea parte de un rămas-bun demn. Beale promite să își ceară iertare pentru răbufnirea sa, dar, odată intrat în direct, se lansează într-un discurs în care spune că viața este „un rahat”. Izbucnirea lui Beale provoacă o creștere a audienței, și, spre disperarea lui Schumacher, directorii UBS decid să exploateze situația. Când audiențele lui Beale ajung în curând la limită, Diana Christensen, șefa departamentului de programe, îi propune lui Schumacher să o ajute la „dezvoltarea” emisiunii lui Beale. El refuză propunerea profesională, dar acceptă propunerea ei mai personală; cei doi încep o relație.
Când Schumacher decide să pună capăt formatului „omului furios” al lui Beale, Christensen îl convinge pe șeful ei, Frank Hackett, să încadreze emisiunea de știri de seară în divizia de divertisment, astfel încât ea să o poată dezvolta. Hackett îi intimidează pe directorii UBS să își dea acordul și să îl concedieze pe Schumacher. Într-o diatribă pasionată, Beale mobilizează națiunea, convingând telespectatorii să strige de la ferestre: „Sunt furios ca naiba, și nu voi mai accepta asta!”. În curând, el găzduiește o nouă emisiune numită The Howard Beale Show. Emisiunea devine cel mai bine cotat program de televiziune, iar Beale își găsește o nouă celebritate propovăduindu-și mesajul populist și furios în direct, în fața unei audiențe de studio. Povestea de dragoste dintre Schumacher și Christensen se stinge pe măsură ce emisiunea înflorește, dar, în urma audiențelor ridicate, cei doi ajung în cele din urmă să fie din nou împreună; Schumacher se desparte de soția sa de peste 25 de ani pentru Christensen.
În căutarea unui nou succes, Christensen încheie o înțelegere cu un grup terorist numit Ecumenical Liberation Army (ELA) pentru un nou serial docudrama, The Mao Tse-Tung Hour, pentru care ELA va furniza imagini exclusive ale activităților sale. Între timp, Beale descoperă că Communications Corporation of America (CCA), societatea mamă a UBS, va fi cumpărată de un conglomerat saudit mai mare. El își îndeamnă audiența să facă presiuni asupra Casei Albe pentru a anula tranzacția. Acest lucru panichează UBS, deoarece gradul de îndatorare al rețelei a făcut ca fuziunea să fie esențială pentru supraviețuirea sa. Președintele CCA, Arthur Jensen, organizează o întâlnire cu Beale îl care acesta este mustrat și convins să renunțe la mesajul său pentru a servi intereselor lui Jensen.
Devotamentul fanatic al lui Christensen față de slujbă și goliciunea ei emoțională o îndepărtează în cele din urmă pe Schumacher, care o avertizează că se va autodistruge dacă va continua pe aceeași cale. Publicul consideră deprimante noile predici ale lui Beale despre dezumanizarea societății, iar ratingurile încep să scadă, însă Jensen refuză să-l concedieze. Pentru a crește ratingul rețelei, Christensen, Hackett și ceilalți directori decid să angajeze ELA pentru a-l asasina pe Beale în direct. Asasinatul reușește, punând capăt emisiunii Howard Beale Show, și dând startul celui de-al doilea sezon al emisiunii The Mao Tse-Tung Hour. O voce din off proclamă: „Aceasta a fost povestea lui Howard Beale: primul caz cunoscut al unui om care a fost ucis pentru că avea audiențe slabe”.

## Distribuție
- Faye Dunaway ca Diana Christensen
- William Holden ca Max Schumacher
- Peter Finch ca Howard Beale
- Robert Duvall ca Frank Hackett
- Wesley Addy ca Nelson Chaney
- Ned Beatty ca Arthur Jensen
- Jordan Charney ca Harry Hunter
- Conchata Ferrell ca Barbara Schlesinger
- Darryl Hickman ca Bill Herron
- Roy Poole ca Sam Haywood
- William Prince ca Edward George Ruddy
- Beatrice Straight ca Louise Schumacher
- Marlene Warfield ca Laureen Hobbs
- Arthur Burghardt ca Great Ahmed Kahn
- Kathy Cronkite ca Mary Ann Gifford
- Ed Crowley ca Joe Donnelly
- Bill Burrows ca director TV
- Cindy Grover ca Caroline Schumacher
- Lane Smith ca Robert McDonough
- Michael Lombard ca Willie Stein

## Distincții
La Premiile Oscar, Rețeaua a câștigat trei din cele patru premii pentru interpretare. Până în 2024, este al doilea din doar trei filme care au reușit această performanță, precedat de Un tramvai numit dorință în 1951 și urmat de Orice, oriunde, oricând în 2022.
Peter Finch a murit înainte de ceremonia din 1977, și a fost singurul actor care a câștigat un Oscar postum pentru interpretare (până când Heath Ledger a câștigat premiul pentru cel mai bun actor în rol secundar în 2008). Statueta în sine a fost ridicată de văduva lui Finch, Eletha Finch, după ce Paddy Chayefsky a invitat-o pe scenă.
Interpretarea lui Beatrice Straight în rolul Louisei Schumacher a însumat doar cinci minute și două secunde pe ecran, fiind cea mai scurtă interpretare care a câștigat un Oscar până în 2024 (depășind recordul de nouă minute și 32 de secunde al Gloriei Grahame pentru Urâtul și frumosul din 1952). În plus, interpretarea lui Ned Beatty în rolul lui Arthur Jensen a însumat doar șase minute pe ecran, fiind, de asemenea, cea mai scurtă interpretare a unui actor nominalizat la Oscar până în 2024.
| Premiu                 | Categorie                              | Nominalizați                                                              | Rezultat     | Note   |
| ---------------------- | -------------------------------------- | ------------------------------------------------------------------------- | ------------ | ------ |
| Premiile Oscar         | Cel mai bun film                       | Howard Gottfried                                                          | Nominalizare | [ 19 ] |
| Premiile Oscar         | Cel mai bun regizor                    | Sidney Lumet                                                              | Nominalizare | [ 19 ] |
| Premiile Oscar         | Cel mai bun actor                      | Peter Finch                                                               | Câștigat     | [ 19 ] |
| Premiile Oscar         | Cel mai bun actor                      | William Holden                                                            | Nominalizare | [ 19 ] |
| Premiile Oscar         | Cea mai bună actriță                   | Faye Dunaway                                                              | Câștigat     | [ 19 ] |
| Premiile Oscar         | Cel mai bun actor în rol secundar      | Ned Beatty                                                                | Nominalizare | [ 19 ] |
| Premiile Oscar         | Cea mai bună actriță în rol secundar   | Beatrice Straight                                                         | Câștigat     | [ 19 ] |
| Premiile Oscar         | Cel mai bun scenariu original          | Paddy Chayefsky                                                           | Câștigat     | [ 19 ] |
| Premiile Oscar         | Cea mai bună imagine                   | Owen Roizman                                                              | Nominalizare | [ 19 ] |
| Premiile Oscar         | Cel mai bun montaj                     | Alan Heim                                                                 | Nominalizare | [ 19 ] |
| Premiile BAFTA         | Cel mai bun film                       | Sidney Lumet                                                              | Nominalizare | [ 20 ] |
| Premiile BAFTA         | Cel mai bun regizor                    | Sidney Lumet                                                              | Nominalizare | [ 20 ] |
| Premiile BAFTA         | Cel mai bun actor                      | Peter Finch                                                               | Câștigat     | [ 20 ] |
| Premiile BAFTA         | Cel mai bun actor                      | William Holden                                                            | Nominalizare | [ 20 ] |
| Premiile BAFTA         | Cea mai bună actriță                   | Faye Dunaway                                                              | Nominalizare | [ 20 ] |
| Premiile BAFTA         | Cel mai bun actor într-un rol secundar | Robert Duvall                                                             | Nominalizare | [ 20 ] |
| Premiile BAFTA         | Cel mai bun scenariu                   | Paddy Chayefsky                                                           | Nominalizare | [ 20 ] |
| Premiile BAFTA         | Cel mai bun montaj                     | Alan Heim                                                                 | Nominalizare | [ 20 ] |
| Premiile BAFTA         | Cel mai bun sunet                      | Jack Fitzstephens, Marc Laub, Sanford Rackow, James Sabat și Dick Vorisek | Nominalizare | [ 20 ] |
| David di Donatello     | Cea mai bună actriță străină           | Faye Dunaway                                                              | Câștigat     |        |
| Premiile Globul de Aur | Cel mai bun film dramatic              | Cel mai bun film dramatic                                                 | Nominalizare | [ 21 ] |
| Premiile Globul de Aur | Cel mai bun actor (dramă)              | Peter Finch                                                               | Câștigat     | [ 21 ] |
| Premiile Globul de Aur | Cea mai bună actriță (dramă)           | Faye Dunaway                                                              | Câștigat     | [ 21 ] |
| Premiile Globul de Aur | Cel mai bun regizor                    | Sidney Lumet                                                              | Câștigat     | [ 21 ] |
| Premiile Globul de Aur | Cel mai bun scenariu                   | Paddy Chayefsky                                                           | Câștigat     | [ 21 ] |